# Roundcube
 (juin 2017).
Si vous disposez d'ouvrages ou d'articles de référence ou si vous connaissez des sites web de qualité traitant du thème abordé ici, merci de compléter l'article en donnant les références utiles à sa vérifiabilité et en les liant à la section « Notes et références ».
Roundcube est un client de messagerie pour le protocole IMAP écrit en PHP et JavaScript, publié sous licence libre GPL.
Il est sur la liste des logiciels recommandés par l’État français pour les administrations.
L'interface utilisateur est disponible en 81 langues, dont l'espéranto.

## Caractéristiques actuelles
- Basé sur PHP et un SGBD de type MySQL, PostgreSQL, SQLite ou MSSQL
- Capacités multi-linguistiques
- Support complet des messages HTML et MIME
- Composition de messages avec pièces jointes
- Support IMAP
- Identités de l'expéditeur multiples
- Carnet d'adresses basique
- Intégration du carnet d'adresse lors de la frappe
- Transfert des messages avec pièces jointes
- Création et suppression de dossiers de messages
- Gestion du cache pour accélérer l'accès à la boîte de réception
- Support de serveur SMTP externe
- Interface utilisateur avancée
- Nombre illimité d'utilisateurs et de messages
- Personnalisation complète avec des skins

## Technologies
Roundcube peut être installé sur une plateforme LAMP. Il est compatible avec les serveurs web Apache, Nginx, Lighttpd, Hiawatha ou Cherokee, et les bases de données  MySQL, PostgreSQL et SQLite sont supportées.
La gestion des thèmes se base sur les standards du web comme XHTML et CSS2.
Roundcube se base sur d'autre composant open source de PEAR et sur la bibliothèque IMAP IlohaMail, l'éditeur TinyMCE et correcteur d'orthographe et grammaire GoogieSpell.